# Danh sách hiệu kỳ tại Trung Hoa Dân Quốc
Dưới đây là danh sách các loại cờ từng được dùng làm cờ hiệu của các tổ chức chính trị - xã hội cấp quốc gia tại Trung Hoa Dân Quốc (Đài Loan) tồn tại trong lịch sử, được các tài liệu độc lập và có uy tín ghi nhận:

## Quốc kỳ
| Cờ | Thời điểm    | Sử dụng | Mô tả |
| -- | ------------ | ------- | --- |
|    | 1945 đến nay | Quốc kỳ | Ba màu lam, trắng và đỏ tượng trưng cho ba nguyên tắc của chủ nghĩa Tam Dân là dân tộc độc lập, dân quyền tự do, dân sinh hạnh phúc. Biểu tượng Thanh Thiên Bạch Nhật của Trung Hoa Dân Quốc được đặt ở góc phía trên bên trái lá cờ. |

## Quân kỳ

Lục quân Trung Hoa Dân Quốc
Hải quân Trung Hoa Dân Quốc

## Hiệu kỳ địa phương

### Quận

Đài Đông
Kim Môn
Liên Giang

Đào Viên
Tân Trúc
Miêu Lật
Chương Hóa

Vân Lâm
Gia Nghĩa
Bình Đông
Nghi Lan

- Đài Đông
- Kim Môn
- Liên Giang

### Thành

Đài Bắc
Tân Bắc
Đài Trung
Đài Nam

Cao Hùng
Gia Nghĩa